# 1990年立陶宛最高蘇維埃選舉
| 政黨與派系                       | 勝選席次 | 薩尤季斯支持 |
| -------------------------------- | -------- | ------------ |
| 無黨籍                           | 64       | 58           |
| 立陶宛共產黨（獨立參選）         | 46       | 17           |
| 立陶宛社會民主黨                 | 9        | 9            |
| 立陶宛共產黨（隸屬於蘇聯共產黨） | 7        | –            |
| 立陶宛綠黨                       | 4        | 4            |
| 立陶宛民主黨                     | 3        | 1            |
| 立陶宛基督教民主黨               | 2        | 2            |
| 立陶宛青年共產主義聯盟           | –        | –            |
| 投票率：71.72%                   | 135      | 91           |

1990年立陶宛最高蘇維埃選舉，是立陶宛蘇維埃社會主義共和國舉辦的第十二届也是最後一屆最高蘇維埃選舉；1990年2月24日舉辦第一輪投票；同年3月4日、7日、8日、10日舉辦第二輪投票；由於有六個選區選民投票率低於法定下限，4月17日、21日又再舉辦了第三輪投票。:161
本次選舉旨在選出立陶宛最高蘇維埃的141席代表，追求立陶宛獨立的薩尤季斯在本次選舉拒絕登記成為政黨，改為根據候選人能力、條件，為無黨籍或其他政黨候選人背書。:153薩尤季斯的背書比正式的政黨黨員關係更有影響力：在本次選舉中，薩尤季斯支持的候選人贏得了91個席位。1990年3月11日，最後一屆立陶宛最高蘇維埃第三次會議選舉維陶塔斯·藍斯柏吉斯為主席，並決議改組為立陶宛最高議會、恢復立陶宛共和國國徽、通過《立陶宛復國法案》，宣布立陶宛自蘇聯獨立。

## 背景
立陶宛第十一屆最高蘇維埃於1985年2月24日選出，直到1988年夏季為止，它一直扮演「橡皮圖章式」的立法機關角色。1988年夏季，「薩尤季斯」成立，並獲得立陶宛蘇維埃社會主義共和國官方支持。與此同時，时任苏联共产党中央委员会总书记戈巴契夫提出「民主化」口號，推動蘇聯政府機關实行“民主化”，並倡議各級蘇維埃選舉采用差额选举。1989年1月15日，立陶宛為補選希奧利艾的兩席最高蘇維埃代表，舉辦了立陶宛最高蘇維埃第一次自由選舉，其中一席由薩尤季斯支持的無黨籍候選人齊格馬斯·維伊什維拉當選。
1989年3月26日，為了組成蘇聯人民代表大會，蘇聯舉辦第一屆也是最後一屆全國性蘇聯人大選舉。儘管受到復活節慶祝活動及立陶宛自由聯盟等異議團體抵制影響，該次選舉在立陶宛的投票率仍高達82.5%。:144選舉結果是薩尤季斯的全面勝利：薩尤季斯的39位候選人之中，有36位擊敗立陶宛共產黨候選人。:144立陶宛共產黨在該次選舉中只拿下6個席次，其中有2席是同額選舉，因為薩尤季斯撤回這2席的候選人提名，改為支持阿爾吉爾達斯·布拉藻斯卡斯和弗拉基米拉斯·貝里奧佐瓦斯。:144此次選舉結果撼動立陶宛共產黨的權威，黨員也在流失。為了挽救立陶宛共產黨，第一書記布拉藻斯卡斯呼籲該黨應向立陶宛獨立運動靠攏。:151
1989年9月29日，立陶宛最高蘇維埃通過《立陶宛蘇維埃社會主義共和國最高蘇維埃代表選舉法》，減少60%的代表人數，從350人減至141人，並取消各地方政府蘇維埃及多個社會團體的代表席次。同日，最高蘇維埃提案訂定選舉日為1990年2月24日，並在1989年11月23日決議通過。
同年12月7日，幾乎完全由立陶宛自由聯盟主導的立陶宛最高蘇維埃修改《立陶宛蘇維埃社會主義共和國憲法》，刪除憲法第6條規定的「共產黨是一切社會團體和國家機關的領導核心」:76，並修訂賦予共青團參政權（包括選舉權）的憲法第7條規定，打破阻礙立陶宛形成多黨制的法律障礙，允許共產黨以外的政黨參加即將到來的最高蘇維埃代表選舉。:76
同年12月19日至20日，立陶宛自由聯盟第20次會議以855票對160票的差距，決議脫離蘇聯共產黨。:152立陶宛共產黨第一書記布拉藻斯卡斯因這起抗命事件，而在蘇聯共產黨中央委員會的特別會議上遭受責備。隔年（1990年）1月，苏共中央总书记戈巴契夫親自到訪立陶宛，試圖修補雙方關係:78-80, 83-84；但未發揮作用，自由聯盟仍舊繼續推動立陶宛的独立。這種政治上的獨立行為並未獲得立陶宛共產黨強硬派認可，後者另立一個「立陶宛自由聯盟」，隸屬於立陶宛共產黨，自命為「真正的」立陶宛自由聯盟合法繼承者。:77這個親蘇聯的政治團體領袖是米科拉斯·馬爾蒂諾維奇·布羅基亞維丘斯，會員則不成比例地以俄羅斯裔、波蘭裔立陶宛人為主，兩者皆為立陶宛的少數族群。:152

## 民意調查
| 民調機構                    | 最後調查期間                 | 薩尤季斯 | 立陶宛共產黨 | 立陶宛社會民主黨 | 立陶宛基督教民主黨 | 立陶宛民主黨 | 立陶宛綠黨 | 立陶宛共产党（苏联共产党） |
| --------------------------- | ---------------------------- | -------- | ------------ | ---------------- | ------------------ | ------------ | ---------- | -------------------------- |
| 民調機構                    | 最後調查期間                 |          |              |                  |                    |              |            |                            |
| VNTC （页面存档备份，存于） | 1989年12月29日－1990年1月3日 | 27.7     | 39.9         | 3.1              | 6.4                | 4.3          | 3.6        | 8.2                        |
| VNTC （页面存档备份，存于） | 1989年11月25日－12月1日      | 46.9     | 17.3         | 3.2              | 9.7                | 5.4          | 6.5        | -                          |
| VNTC （页面存档备份，存于） | 1989年9月29日－10月5日       | 49.7     | 19.6         | 3.1              | 8.2                | 5.1          | 7.2        | -                          |

## 競選與結果

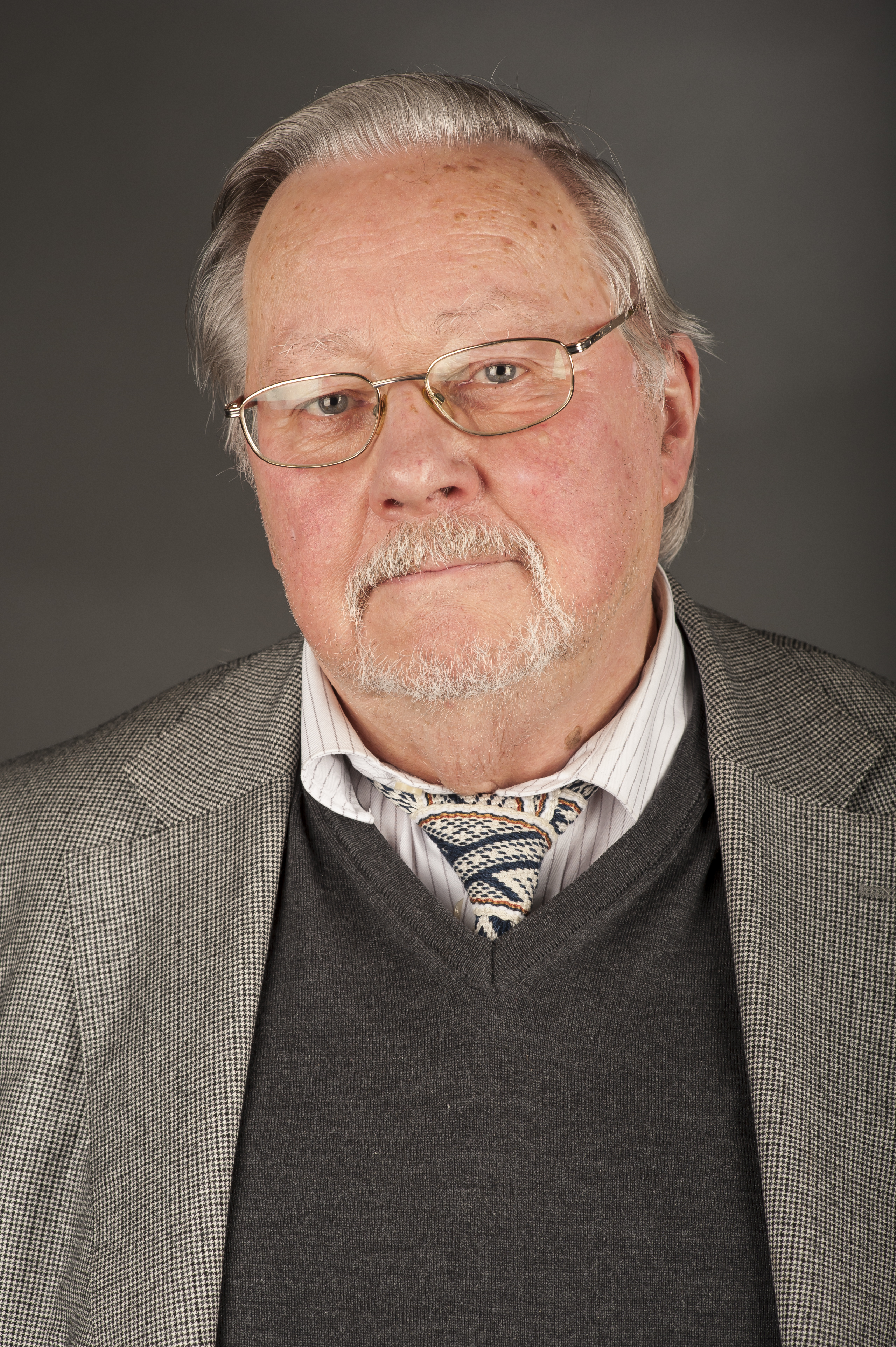
1990年的薩尤季斯領導人維陶塔斯·藍斯柏吉斯，2014年照片。

本次選舉的競爭主要發生於薩尤季斯與支持立陶宛獨立的共產黨派系之間。這兩個陣營雖然都同意以「立陶宛獨立」為最終目標，但薩尤季斯主張要迅速行動，不必顧慮蘇聯反應；而支持獨立的共產黨人則主張循序漸進、避免與蘇聯發生衝突。:89雖然薩尤季斯並非政黨，也未出現在任何官方統計中:90，但它的支持對候選人有巨大的影響力；因為支持薩尤季斯的選民不是投給政黨提出的候選人名單，而是投給特定候選人。:515這種作法讓選民只看候選人個人特質，而非政黨派別。:153其他的政黨都剛成立不久，並未獲得民眾廣泛支持。在所有參選的政黨、派系中，只有親蘇聯的立陶宛共產黨派系不支持立陶宛獨立。:154
總計有522名候選人登記參選，其中50名候選人在投票日前退選。剩下的472名候選人中，有201名是由支持獨立的共產黨派系提名，139名為無黨籍，79名由不支持獨立的共產黨派系提名。:90第一輪投票時，選出了90名最高蘇維埃代表。另有51個選區在1990年3月初舉辦第二輪投票，投票日原訂3月10日；但為了讓最高蘇維埃儘快開會，選務單位盡力提前舉辦第二輪投票；:507, 509然而，第二輪投票時仍有6個選區投票率低於法定下限，這些選區的選舉結果因此無效（這些選區人口結構都以俄羅斯裔與波蘭裔立陶宛人為主）。:507前兩輪投票當選的135名代表中，有91名代表獲得薩尤季斯背書。值得注意的是，由於薩尤季斯、支持獨立的共產黨派系與無黨籍候選人間的分野並不明確，不同的資料來源對候選人派系的劃分往往也不盡相同。這是因為薩尤季斯與其支持的候選人之間沒有正式的黨員關係:514，而共產黨人則不斷減少。支持獨立的共產黨派系雖然有推動內部改革，也獨立參選，但表現得十分糟糕。:154觀察者指出，立陶宛共產黨的競選活動相當被動，而且缺乏能與薩尤季斯中有名望的高知識份子競爭的政治人物。:515此外，本次選舉的競選活動被定位為「立陶宛獨立公投」；所有支持立陶宛獨立運動者，在道德上都有義務投票給薩尤季斯支持的候選人。:516

## 獨立宣言

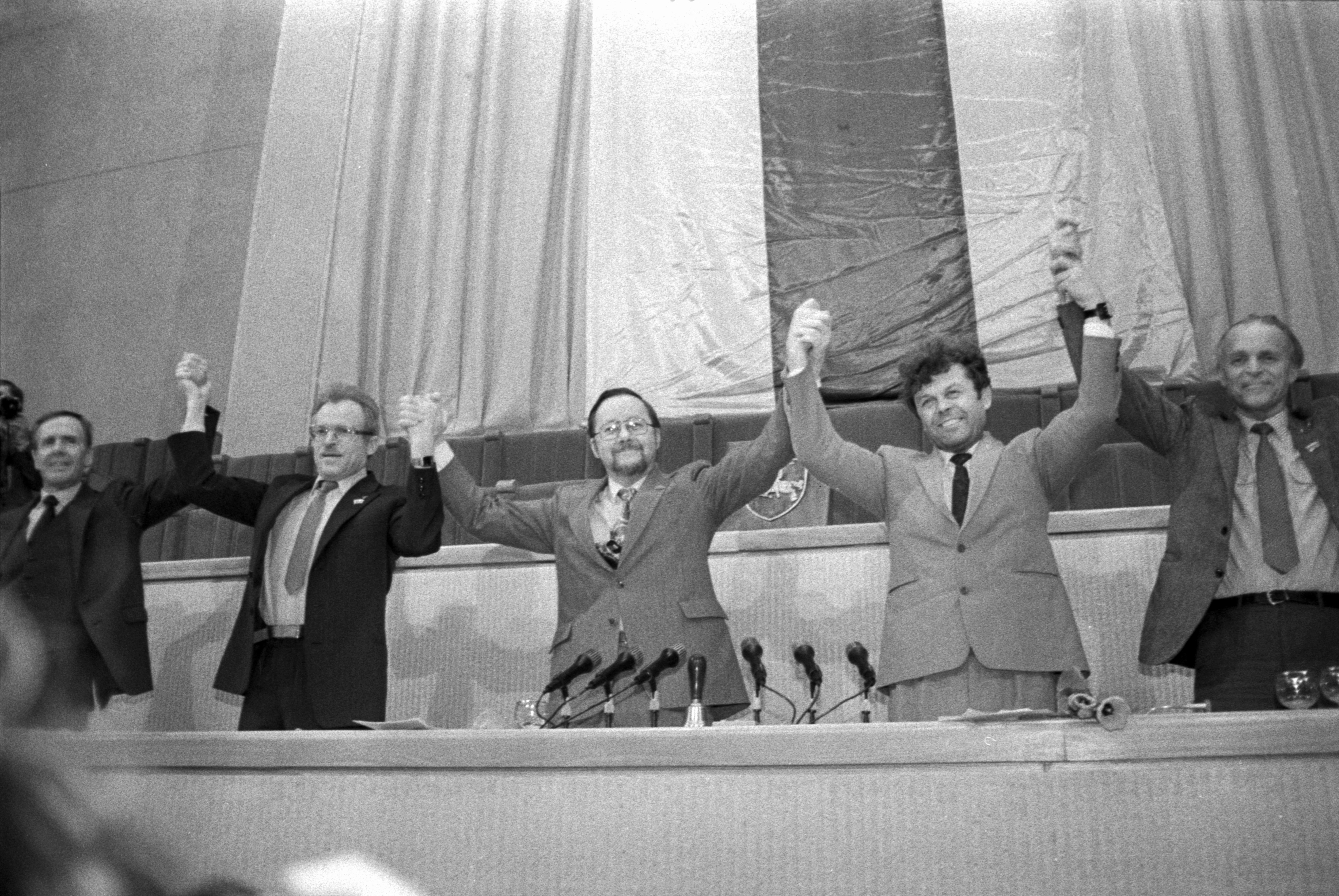
1990年3月11日，立陶宛蘇維埃社會主義共和國最高蘇維埃代表通過《立陶宛復國法案》後留影紀念。

第一輪投票結束後，已當選的代表就立刻集會進行半正式的協商和討論。有些關鍵的決議是在第一輪、第二輪投票之間的這些「茶敘」中決定的：:519-520最高蘇維埃要儘快召開會議（投票日後兩週內），並且要迅速宣布獨立、刻不容緩。立陶宛人擔心，預定於1990年3月12日召開的蘇聯人大會議，蘇聯共產黨總書記戈巴契夫將當選為蘇聯總統，獲得更大的權力。:91具體而言，立陶宛人擔心的是：戈巴契夫會通過反對國家分裂的法律，讓立陶宛無法脫離蘇聯。:156因為前述的時間壓力，3月10日，第二輪投票的結果尚未出爐，立陶宛最高蘇維埃就已經召開了第一次正式會議。
在3月10日的第一次會議上，與會代表選出一個委員會來查核選舉結果。由於查核選舉結果相當耗時，最高蘇維埃因此休會至隔日（3月11日）早上9點。3月11日，薩尤季斯領導人維陶塔斯·藍斯柏吉斯當選為最高蘇維埃主席（91票支持），支持獨立的的共產黨人阿爾吉爾達斯·布拉藻斯卡斯則因此落敗（38票支持）。同日，最高蘇維埃宣布更名為「立陶宛最高議會」、恢復使用戰間期立陶宛共和國的國徽、通過《立陶宛復國法案》（124票贊成、6票棄權，無反對票）。立陶宛最高蘇維埃（最高議會）也通過廢止適用蘇維埃憲法，恢復適用戰間期的《立陶宛憲法》，這是立陶宛被蘇聯占領前的最後一部憲法。這只是一個象徵性的舉動，用以強調「戰間期立陶宛共和國」和「從蘇聯獨立的立陶宛共和國」之間在法律上的連貫性；幾分鐘後，最高蘇維埃（最高議會）便廢止了這部戰間期憲法，並通過一份以1989年《立陶宛蘇維埃社會主義共和國憲法》草案為基礎的臨時基本法。:95就這樣，立陶宛正式宣布自蘇聯獨立。

## 外部連結
- 立陶宛第十二屆最高蘇維埃第一次大會的會議紀錄：
  - 第一次會議（3月10日）：. Seimas. 1990-03-10  [2010-01-31]. （原始内容存档于2020-08-30） （立陶宛语）.
  - 第二次會議（3月11日）：. Seimas. 1990-03-11  [2021-07-27]. （原始内容存档于2020-08-30） （立陶宛语）.
  - 第三次會議（3月11日）：. Seimas. 1990-03-11  [2010-01-31]. （原始内容存档于2020-08-30） （立陶宛语）.